# Gustave Gouellain
Gustave Gouellain, né le 29 janvier 1836 à Rouen, et mort le 23 janvier 1897 à Oissel, est un collectionneur et céramographe français.

## Biographie
Négociant et président du Tribunal de commerce de Rouen, Gustave Gouellain, était collectionneur de faïences. Il était, à ce titre, devenu à son époque l’un des céramographes les plus connus de Normandie. Auteur de nombreuses études et notices sur le sujet, il avait été chargé d’éditer, avec l’abbé Colas et Raymond Bordeaux, le grand ouvrage d’André Pottier sur l’Histoire de la faïence de Rouen. Plus tard, il publia de nombreuses brochures sur la porcelaine et la faïence de Rouen. L’une de ces brochures, l’Assiette à la guillotine, attira particulièrement l’attention et donna lieu, dans le monde de la curiosité, à de très vives controverses.
Il est domicilié rue Alain-Blanchard à Rouen. Ses obsèques sont célébrées dans l'église Saint-Patrice de Rouen.
Gouellain était chevalier de la Légion d'honneur, membre de la Commission des Antiquités de la Seine-Inférieure, vice-président de la Société des amis des arts de Rouen, officier de l’Instruction publique, commandeur de l’ordre de Saint-Grégoire-le-Grand. Il éditait également, avec Jean Benoît Désiré Cochet, la Revue de la Normandie.

## Distinctions
- Officier de l'Instruction publique.
- Commandeur de l'ordre de Saint-Grégoire-le-Grand.
- Chevalier de la Légion d'honneur (décret du 4 janvier 1895). Il est fait chevalier par le préfet Ernest Hendlé le 12 février.

## Publications
- Histoire de la faïence de Rouen, en collaboration avec André Pottier, publiée par les soins de l’abbé Colas et Raymond Bordeaux, Rouen, Le Brument, 1870, in-4° et atlas de 60 pl. coloriées ;
- L’Exposition d’Art et d’Archéologie à Rouen en 1861 ;
- Le Musée Céramique de Nevers, Rouen, Le Brument, 1862 ;
- Revue de l’Exposition artistique d’Elbeuf en 1862 ;
- L’Assiette dite à la Guillotine, Paris, Jouaust, 1872, in-8o, 1 pl. en couleur ;
- Étude céramique sur une vue du Port de Rouen, Rouen, Le Brument, 1872 ;
- La Céramique musicale au Trocadéro et ailleurs, Paris, Simon, 1879, in-8o ;
- Mémoire historique sur la manufacture nationale de porcelaine de France en 1781, par J.-J. Bachelier rédigé avec préface et notes par Gouellain, Paris, Simon, 1878, in-16.

## Sources
- Antoine Laporte, Bibliographie contemporaine, vol. 5, Paris, Émile Bouillon, 1889, p. 117.
- Noémi-Noire Oursel, Nouvelle biographie normande, vol. 1, Paris, Alphonse Picard, 1888, p. 414.
- Bulletin de la Société des antiquaires de Normandie, vol. 18, Caen, Henri Delesques ; Rouen, Lestringant ; Paris, Honoré Champion, 1898, p. 147.
- Dictionnaire biographique comprenant la liste et les biographies des notabilités du département de la Seine-Inférieure, Paris, Henri Jouve, coll. « Les Dictionnaires départementaux », 1892, [s.p.] (lire en ligne).